# Levante Integralista
Levante integralista (também conhecida como Revolta Integralista ou Intentona Integralista) foi uma tentativa de golpe de Estado fracassada, planejada pela Ação Integralista Brasileira (AIB) contra o governo do presidente Getúlio Vargas durante o regime do Estado Novo no Brasil. 
A Ação Integralista Brasileira foi criada devido à radicalização da política após a bem-sucedida Revolução de 1930, que levou Getúlio Vargas ao poder, e a Revolução Constitucionalista de 1932, que minou a política revolucionária em favor de extremos políticos. Seu criador, Plínio Salgado, havia sido influenciado pelo fascismo, dando início à organização de extrema direita baseada em rituais. Em 1935, outro movimento no extremo oposto do espectro político, a Aliança Nacional Libertadora (ANL), apoiada pelos comunistas, tentou uma revolução fracassada contra o governo federal. Isso deu pretexto para que o governo se movesse em uma direção autoritária e repressiva contra o governo constitucional que prevalecia desde 1934, culminando no golpe de 1937 que instalou Getúlio Vargas como ditador e chefe do regime do Estado Novo. O golpe havia sido promovido pelos integralistas, e o documento-chave que gerou a histeria e permitiu o golpe, o Plano Cohen, foi escrito pelo capitão integralista Olímpio Mourão Filho.
O evento ocorreu no Rio de Janeiro, em 11 de maio de 1938 e tinha como objetivo a deposição do presidente da República, Getúlio Vargas, em resposta ao decreto-lei nº 37 de 1937 — que extinguia as agremiações políticas em todo o país —, e o subsequente fechamento da Ação Integralista Brasileira.
A ação visava prender o presidente dentro de sua residência, o Palácio da Guanabara, através da invasão ao palácio, liderada por Severo Fournier; e das movimentações por parte de oficiais da Marinha. Na noite de 10 de maio até a madrugada de 11 de maio, os rebeldes tentaram uma revolta mal organizada que quase matou Vargas e sequestrou vários líderes militares. Vargas e sua filha Alzira trocaram tiros com integralistas em frente à residência de Vargas, o Palácio Guanabara. Após sua conclusão, Salgado foi exilado em Portugal, 1 500 integralistas foram presos, quatro morreram e 14 ficaram feridos.

## História

### Contexto (início dos anos 1930)

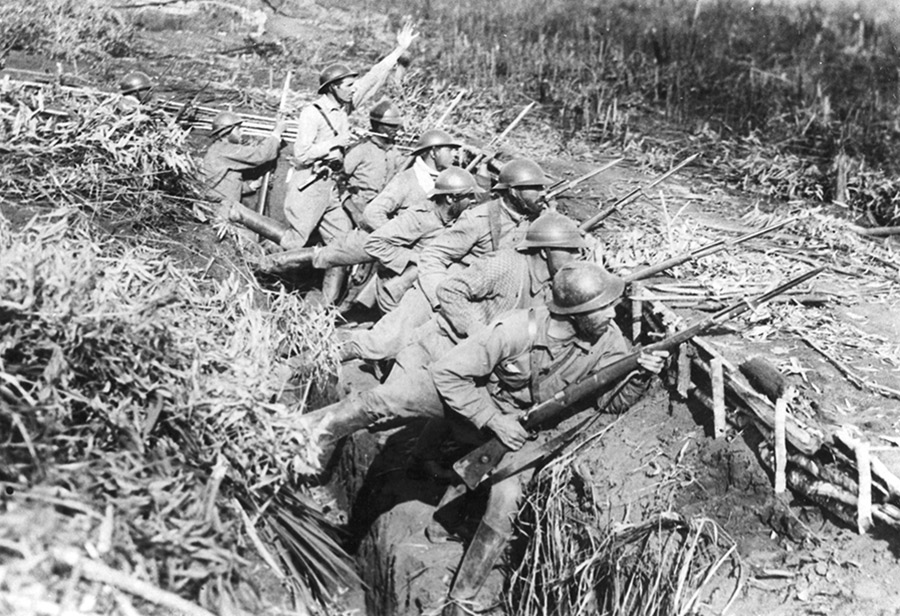
Após a fracassada Revolução Constitucionalista de 1932 (tropas paulistas na foto), tanto os constitucionalistas liberais quanto os tenentes seriam minados em favor dos extremos comunistas e integralistas.

O líder revolucionário Getúlio Vargas tornou-se presidente do Brasil após a Revolução de 1930 que durou um mês, contra a oligárquica República Velha. O novo regime do qual Vargas assumiria a liderança foi construído sobre uma coalizão heterogênea de forças que se uniram apenas em sua oposição ao atual presidente Washington Luís, a quem Vargas substituiu depois que os militares de alto escalão o destituíram do cargo.   Dos revolucionários, que incluíam militares superiores, cafeicultores e políticos, os dois principais grupos eram os constitucionalistas liberais e os tenentes, ou oficiais subalternos nacionalistas semiautoritários. O primeiro ansiava por eleições livres e liberdades civis, enquanto o último temia que as eleições fossem muito cedo. Depois que Vargas assumiu o poder, os constitucionalistas começaram a suspeitar do presidente e dos tenentes após vários atrasos em seus pedidos de reforma eleitoral. No início de 1932, o Partido Democrático de São Paulo, principal partido dos constitucionalistas, formou uma Frente Única com outros partidos do estado. Eles se revoltaram durante a Revolução Constitucionalista em julho de 1932. No entanto, a revolta falhou após dois meses devido a sentimentos regionalistas que afastavam os rebeldes paulistas de se unirem a outros estados em oposição ao governo federal. 
Por meio de uma série de decretos, Vargas organizou uma Assembleia Nacional Constituinte para ser eleito e criar uma nova constituição. Fizeram isso, terminando em julho de 1934, e depois elegeram Vargas para um mandato de quatro anos, terminando em maio de 1938. Em tese, o Congresso Nacional, dividido em Câmara dos Deputados e Senado Federal, ganhava e perdia algum poder, sendo a presidência o maior golpe em seu poder. O historiador Jordan M. Young afirma: "Na realidade, porém, o ramo legislativo era o instrumento dócil de um chefe executivo forte. Tudo e qualquer coisa que Vargas queria foi concedido".

### Integralismo (1932-1937)

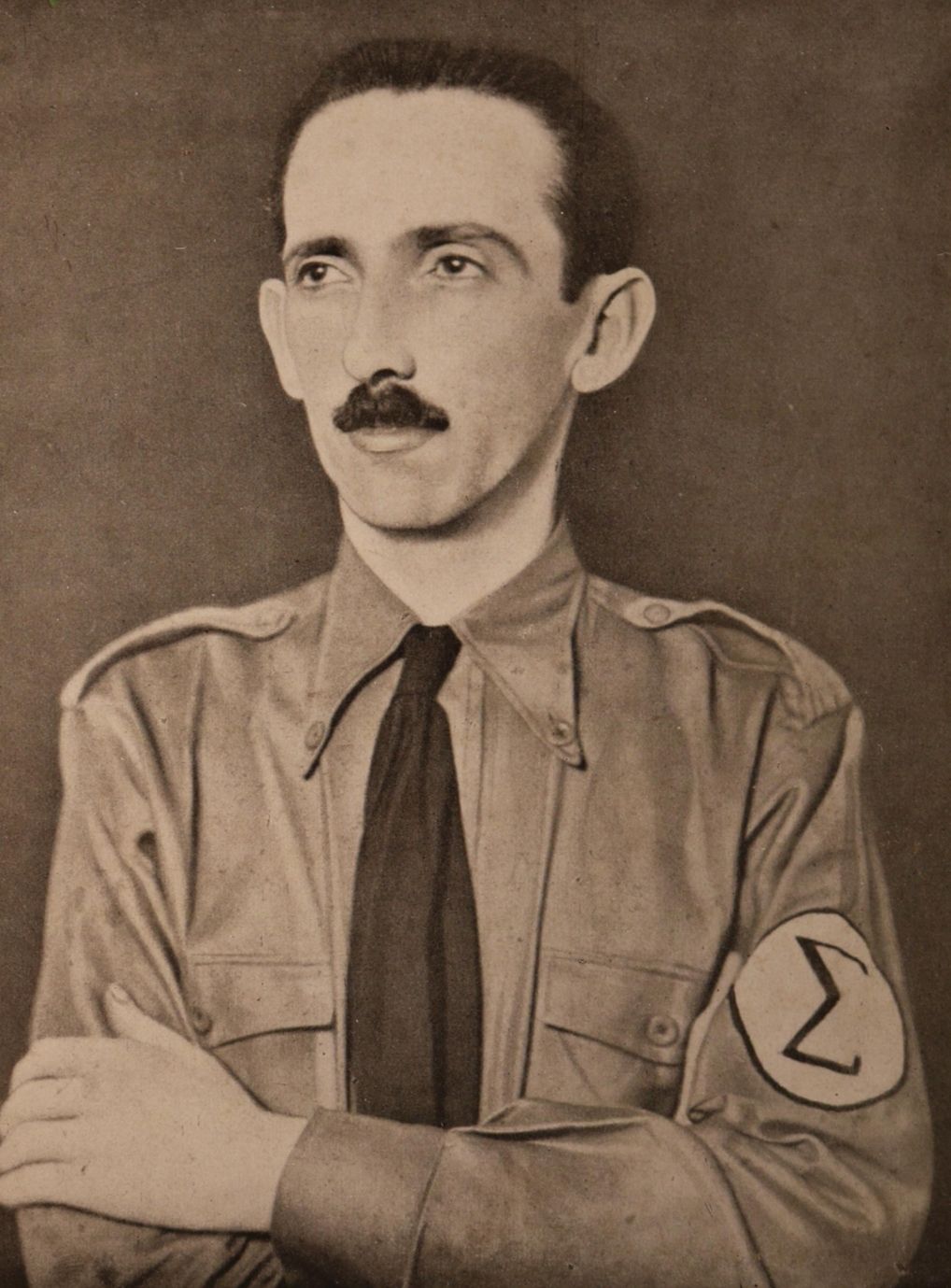
Plínio Salgado, 1935.

A política nacional foi se tornando cada vez mais radicalizada durante a transição de governo. Constitucionalistas liberais e tenentes estavam sendo substituídos por extremistas políticos. Enquanto a revolta catastrófica de 1932 minou os constitucionalistas liberais, os tenentes não estavam acostumados a ter seguidores populares e, apesar de serem a voz principal nas questões socioeconômicas depois de 1930, eles perderam a unidade depois de meados de 1932 e, essencialmente, desapareceram depois de 1934.  O Partido Comunista do Brasil formou uma frente popular chamada Aliança Nacional Libertadora (ANL).  Os ex-constitucionalistas liberais de classe média voltaram-se para a ANL, em parte devido ao apelo do presidente honorário do movimento e ex-líder da rebelião da Coluna Prestes, Luís Carlos Prestes. A Aliança Liberal da Revolução de 1930 estava sendo rapidamente suplantado por movimentos políticos nacionais mais radicais e mais amplos. 
Desde sua criação em 1932, a Ação Integralista Brasileira (AIB), movimento de extrema-direita fundado e liderado pelo paulista Plínio Salgado, também recrutou a classe média. Nasceu da viagem de Salgado à Europa em 1930; quando voltou ao Brasil, embora sem orientação antes da viagem, era um fervoroso crente do fascismo e do líder italiano Benito Mussolini. No que diz respeito à economia e às políticas públicas, os integralistas defendiam um Ministério da Agricultura Nacional (composto pelo atual Ministério da Agricultura e vários departamentos de outros ministérios), um sistema bancário nacional para fabricantes e agrários, e uma revisão e reforma da imigração, diplomacia, dívida externa e empresas estrangeiras. 
Os integralistas receberam apostilas, memorizando diálogos como: "Você ama seu país? Sim, porque é uma unidade geográfica, histórica e moral; vive em meu coração e em minha alma". Eles tinham códigos especiais usando hieróglifos, incluindo um para "atirar nos oficiais". A organização tinha seu próprio calendário a partir de 1932, e Salgado admitiu que seu movimento dependia de ritual, cerimônia, uniforme e simbolismo. Os integralistas também possuíam uma forte crença em Deus e no cristianismo, assim como no misticismo, na ordem e no progresso. No final de 1937, o movimento reivindicou entre 300 000 e 400 000 brasileiros, embora esses números inflados estejam mais próximos de 100 000 a 200 000.  

### Comunismo e Integralismo (1935-1937)

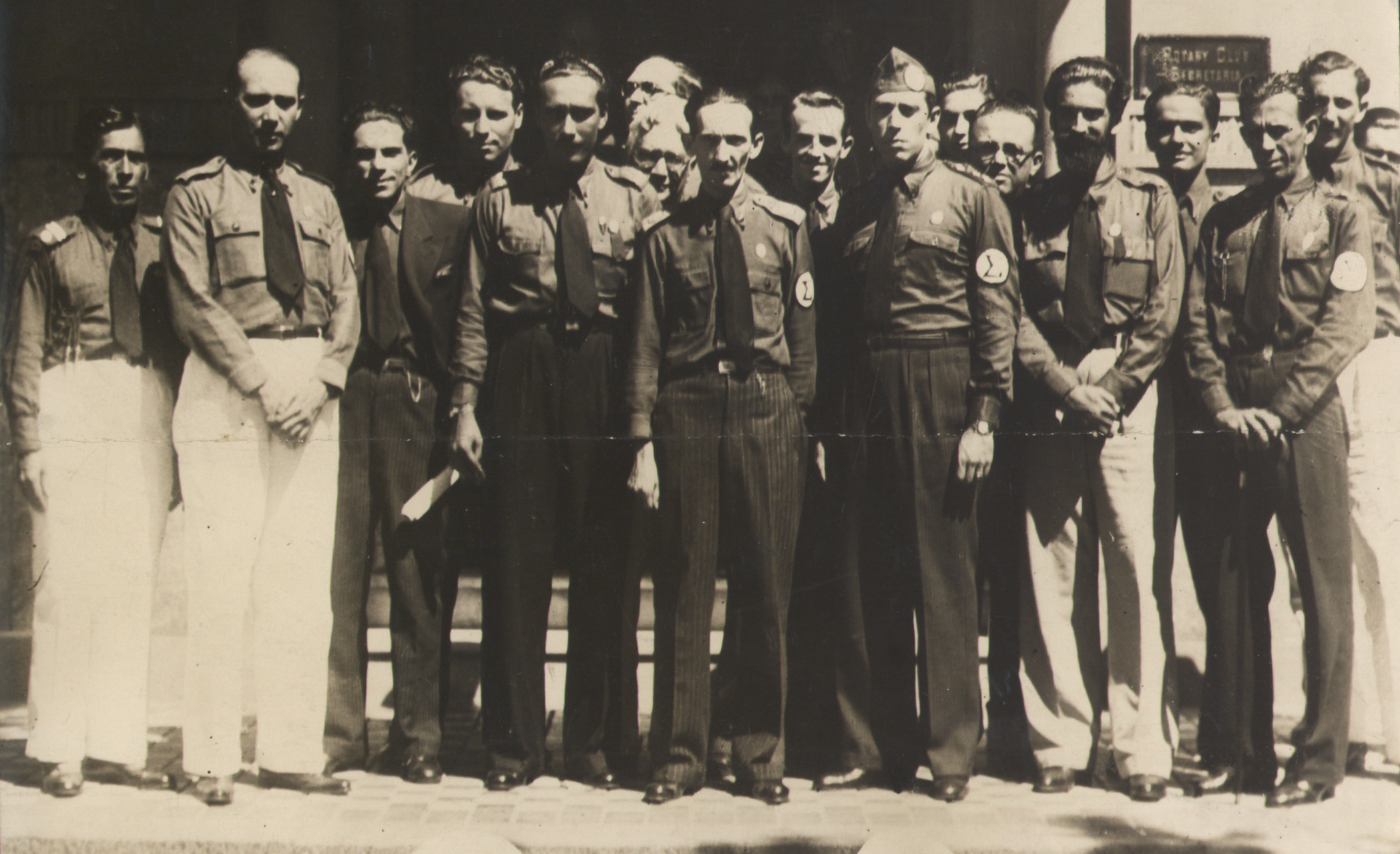
Salgado (centro) e Integralistas, data desconhecida.

A ANL prometeu em 13 de maio de 1935 que Prestes entregaria um manifesto em 5 de julho do mesmo ano. Em seguida, em 12 de julho, após uma semana em que a imprensa da ANL se tornou beligerante contra o governo, a polícia federal apreendeu os arquivos da sede da ANL e trancou suas portas.  Em nome da ANL, três insurreições separadas eclodiram em Natal, Recife e Rio de Janeiro no final de novembro de 1935. Todos falharam em obter apoio e vacilaram rapidamente. Em resposta, o governo declarou estado de emergência nacional e estabeleceu órgãos governamentais (como a Comissão Nacional para a Repressão do Comunismo) para subjugar a oposição.  Foi nesse clima anticomunista que a esquerda foi minada e a nação como um todo apoiou o presidente Vargas. Além disso, Salgado havia oferecido a Vargas 100 000 camisas verdes para ajudar o governo durante a curta insurreição. Os integralistas olharam para a eleição presidencial de 1938 com, nas palavras do historiador John W. F. Dulles, "uma garantia nascida da rebelião comunista". Muitos funcionários importantes foram associados ao integralismo; o diretor da Casa da Moeda e importante funcionário do Banco do Brasil estiveram ambos no "Conselho dos 40", órgão político máximo da AIB, e no "Conselho dos 400", encarregado de promover o Integralismo em todo o Brasil, sentaram membros da polícia estadual e das Forças Armadas. O chefe de polícia Filinto Müller e vários generais, possivelmente até o próprio Vargas em um ponto, apoiaram totalmente a AIB. O genro de Benito Mussolini, Galeazzo Ciano, enviou contribuições ao movimento. Salgado entrou na eleição presidencial em junho de 1937, ambos alegando que iriam salvar a democracia em nome de Jesus Cristo e ameaçando de punição os inimigos da AIB. Ele entrou na disputa em um momento em que a campanha presidencial parecia estar em frangalhos com o candidato do governo José Américo de Almeida pendendo para a esquerda e atacando o governo, com uma guerra iminente na Europa, e com os militares e o governo federal desejando intervenções em estados que eles consideravam difíceis.

Um padrão sinistro de reação e repressão seguiu-se à derrota das insurreições de novembro. Uma vez que Vargas recebeu poderes de emergência, ele não os abandonou. A nova atmosfera, fortemente antiliberal, deu expressão justamente àqueles grupos mais abertamente comprometidos com a suspensão das formas de constitucionalismo liberal.

Historiador Robert M. Levine
No final de setembro de 1937, o capitão Olímpio Mourão Filho, integralista, foi encontrado datilografando um plano no gabinete do Chefe do Estado-Maior do Exército, chegando a altos funcionários que o expuseram à nação. Os jornais estavam repletos do plano forjado pelos integralistas, que previa o golpe comunista e o massacre de centenas de pessoas. Só anos depois foi revelado que, como membro do "departamento histórico" da AIB, Filho esboçava um teórico ataque comunista para preparar um contra-ataque, e que o divulgado Plano Cohen, como era chamado, diferia de sua versão original. A impressão no Congresso foi forte e eles se reuniram um dia após a divulgação do plano (1º de outubro) para declarar o estado de guerra. Francisco Campos, autor de uma nova constituição, aprovada por uma forte maioria dos militares. Quando Campos se reuniu com Salgado para lhe contar sobre o plano secreto de um novo regime, Salgado expressou seu apoio, embora não concordasse inteiramente com o governo forte prescrito pela constituição, dizendo a Campos que os integralistas eram essencialmente democráticos. Campos garantiu a Salgado que os integralistas se tornariam a "base do Estado Novo", e os dois se davam muito bem.

## Prelúdio

### O golpe de Vargas e as relações do governo integralista (1937-1938)

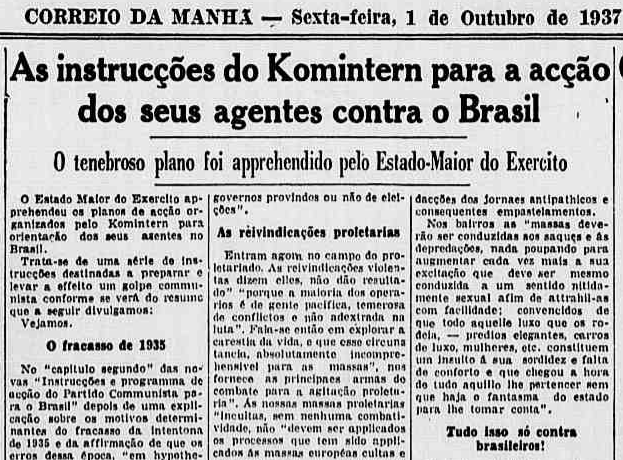
O golpe de 1937 foi em grande parte possibilitado pelo Plano Cohen (reportagem do jornal Correio da Manhã na foto). Os integralistas, embora inicialmente apoiassem o golpe que criou uma ditadura, logo se desiludiram com o tratamento dispensado a eles por Vargas.

Os eventos escalaram rapidamente. No dia 1º de novembro, os integralistas realizaram o desfile dos "50 000 Camisas Verdes" para homenagear o governo, inspirados na Marcha sobre Roma de 1922, quando os camisas negras tomaram as ruas da capital italiana para celebrar a posse de Benito Mussolini (embora, na realidade, os contadores de Vargas informassem que eram cerca de 17 000), observados pelo presidente Vargas e assessores militares, incluindo o pró-integralista General Newton de Andrade Cavalcanti. Salgado declarou que os manifestantes estavam "aproveitando esta oportunidade para afirmar sua solidariedade com o Presidente da República e as Forças Armadas em sua luta contra o comunismo e a democracia anárquica, e proclamar os princípios de um novo regime", acrescentando a luta era contra o capitalismo internacional e, por fim, afirmou: "O que eu desejo não é ser presidente da República, mas simplesmente conselheiro do meu país".

A AIB apoiou o golpe articulado por Vargas, como fica claro através da participação de Mourão Filho, e também através de outras demonstrações de apreço. Plínio Salgado se reuniu com o presidente e declarou em cartas seu otimismo a respeito da relação que seria traçada entre a AIB e o novo regime:
Eu tinha impressão de que se iria formar um partido único; que o integralismo seria o cerne desse partido; que, além desse partido, existiria uma vasta organização da juventude.
Em vez de jogar seu poder com eleições, em 10 de novembro Vargas, com apoio militar e integralista, revogou a antiga constituição em favor da quase totalitária de Campos, fez um discurso no qual atacou o Congresso, declarou emergência nacional e fez a transição do país de uma democracia falida a uma ditadura oficial. Quando Vargas fez sua primeira aparição pública após a instalação do novo regime, o Estado Novo, em 15 de novembro para inaugurar uma estátua do primeiro presidente, Deodoro da Fonseca, os integralistas estavam lá para saudá-lo.  No entanto, apesar dos laços dos integralistas com o governo, o general Pedro Aurélio de Góis Monteiro deu, como uma das razões para o golpe de 10 de novembro, que a força dos integralistas poderia levar ao seu próprio golpe.
O jornal integralista A Offensiva publicou um artigo em 2 de outubro de 1937, de autoria do próprio Salgado, que defendia a decisão do governo e declarava que "seria impossível proteger o país dentro do sistema constitucional vigente".
Ao longo do Estado Novo, os integralistas mostraram-se desiludidos. Eles foram o único grupo político a permanecer intocado e acreditavam que ganhariam com o golpe. Vargas acreditava que Salgado e os integralistas estavam empenhados em seguir o exemplo de Adolf Hitler na substituição de Paul von Hindenburg e esperava reduzir isso. Os primeiros sinais da ruptura entre o governo e os integralistas foi o fato de Vargas não mencioná-los em sua transmissão de rádio de 10 de novembro e Salgado ter sido informado sobre o golpe muito mais tarde do que ele acreditava ser apropriado. Por decreto presidencial em 2 de dezembro, todos os partidos políticos foram proibidos, incluindo o AIB; por um novo código de leis anunciado por meio de uma transmissão de rádio à meia-noite de 31 de dezembro e pelo artigo 2º da constituição nacional, apenas a bandeira, o hino e o brasão nacionais seriam permitidos em vez dos estaduais e dos integralistas; e, ao consultar Campos, Salgado soube que Vargas condicionara a nomeação de um novo ministro da Educação à completa supressão do integralismo. Vargas já havia oferecido o cargo a Salgado, ao qual Salgado recusou, e quando Salgado reconsiderou e recomendou que fosse oferecido a outro integralista, Gustavo Barroso, o governo o ignorou.

### Revolta prematura (março de 1938)

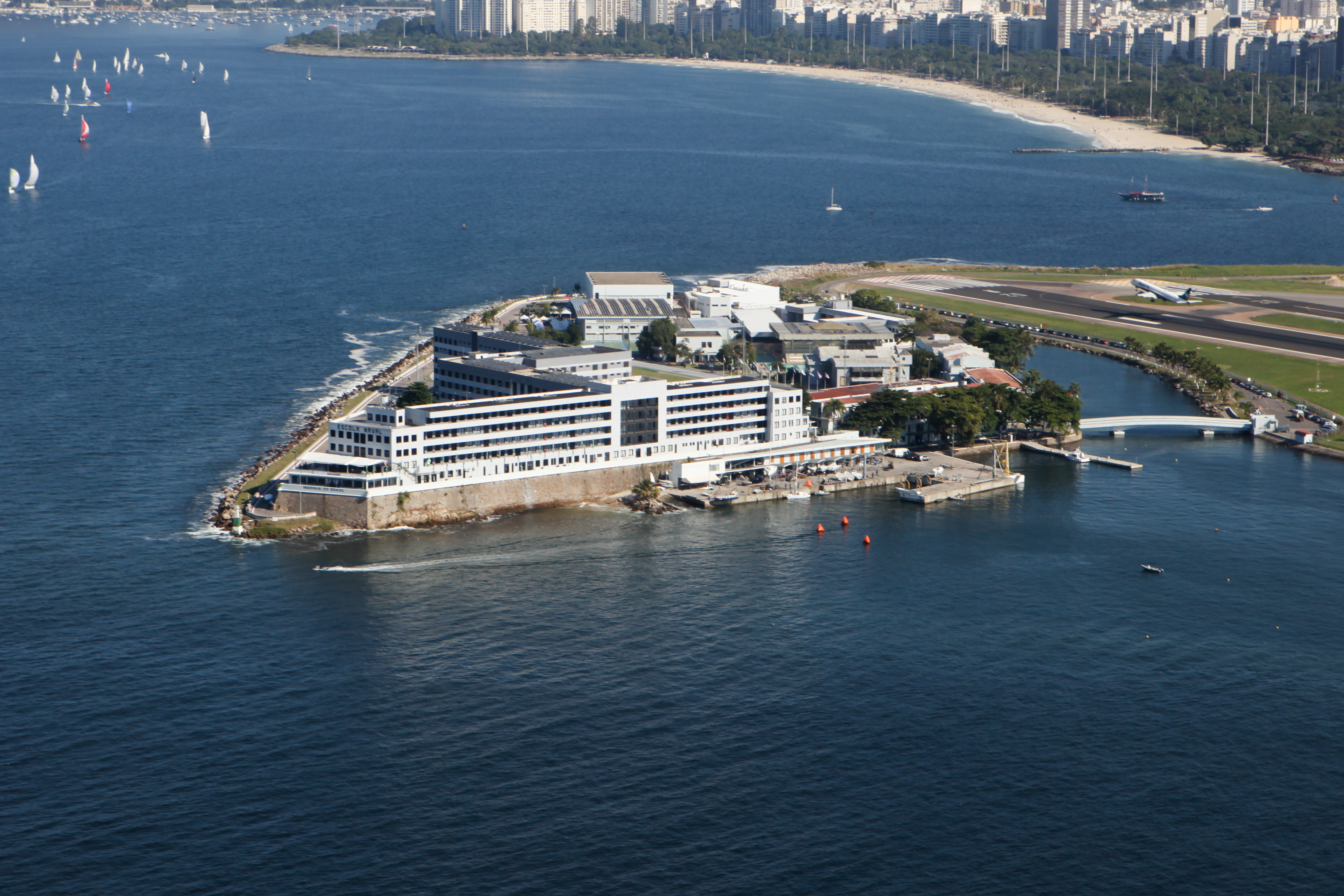
Vista aérea da Escola Naval em 2015. Durante a revolta de março de 1938, os rebeldes planejavam sequestrar Vargas, que deveria almoçar na escola.

A verdade é que Getúlio Vargas já possuía suspeitas a respeito da Ação Integralista desde antes de 1937. A polícia política de Vargas começou a observar os integralistas a partir do momento em que se tornaram uma organização de inserção nacional. Ainda que o presidente se posicionasse publicamente a favor da AIB, as ações do governo diziam o contrário. No Arquivo Público do Rio de Janeiro encontram-se numerosos dossiês de investigações sobre os camisas verdes (apelido dado aos integralistas em alusão à cor dos seus uniformes). E não só no Rio de Janeiro, como na Bahia, em Pernambuco e Rio Grande do Sul houve movimentações governamentais contra integralistas. Mesmo assim, Plínio Salgado não mediu esforços para demonstrar seu interesse em participar do Estado Novo. Inclusive após o término da AIB, Salgado ainda despende esforços para a criação da Associação Brasileira de Cultura, na qual o integralismo poderia seguir com suas atividades denominando-se uma sociedade cultural. Entretanto, a iniciativa foi descontinuada pelo governo.

Ainda valorizando sua relação com Vargas, Salgado mantém a comunicação através de cartas, mesmo que para expressar seu descontentamento:
O integralismo, arrebentadas as comportas da hierarquia, através da qual chegava, de chefe em chefe, a minha orientação, é hoje uma ebulição, um complexo que me atormenta.
No final de 1937, iniciou-se uma conspiração contra o Estado Novo. Envolveu muitas pessoas e grupos interligados: o ex-chanceler de Washington Luís, Otávio Mangabeira; participante da Revolução Constitucionalista que havia recusado a opção de liderar a Revolução de 1930, General Euclides Figueiredo; o exilado ex-governador do Rio Grande do Sul, José Antônio Flores da Cunha; o chefe da Divisão de Material de Guerra do Exército, José Maria Castro Júnior; Integralistas como Belmiro Valverde, secretário nacional de finanças da AIB; e oficiais da Marinha Integralista. Mangabeira e Figueiredo tramaram no Hotel Glória, no Rio; Cunha forneceu contribuição monetária quando um agente da conspiração visitou a Argentina e o Uruguai em busca de apoio; Valverde, secretário da Fazenda dos integralistas, foi apontado por Salgado como chefe dos integralistas no Rio, e o médico também entrou na conspiração; Júnior assumiu a liderança da vertente militar do movimento; Salgado manteve laços com os conspiradores do hotel; e no início de janeiro de 1938, o comandante da Marinha Vítor Pujol e outro oficial comunicaram a Valverde, secretário do Conselho de 40, Barroso, e ao integralista Olbiano de Melo, que a Marinha marcharia sobre o Palácio Guanabara, sede da presidência, com ou sem apoio integralista.
Enquanto isso, o governo atacava ainda mais a AIB. Salgado havia reorganizado a AIB como Associação Brasileira de Cultura para acomodar o decreto de 2 de dezembro, e os símbolos, uniformes e rituais integralistas desapareceram silenciosamente. A organização se dividiu entre aqueles que queriam acomodar e operar sob o novo regime e aqueles que se opunham e desejavam derrubá-lo. O Conselho dos 40 votou no final de janeiro de 1938 por 38–2 para não colaborar com Vargas.
Autoridades proativas, porém, frustraram o complô, marcado para 11 de março de 1938. Um pequeno grupo de insurgentes atacou o prédio dos Correios e Telégrafos, usinas elétricas, a Rádio Mayrink Veiga e a Escola Naval. A Escola Naval era a parte mais importante do plano, que envolveria a tomada das instalações por marinheiros integralistas que por sua vez levaria à captura de Vargas que almoçaria na base naquele dia. Houve uma terrível confusão entre os rebeldes. Dulles afirma que "ficou completo nos dias seguintes, quando mensagens para iniciar e interromper a 'rebelião' foram emitidas em rápida sucessão".

## Revolta (maio de 1938)

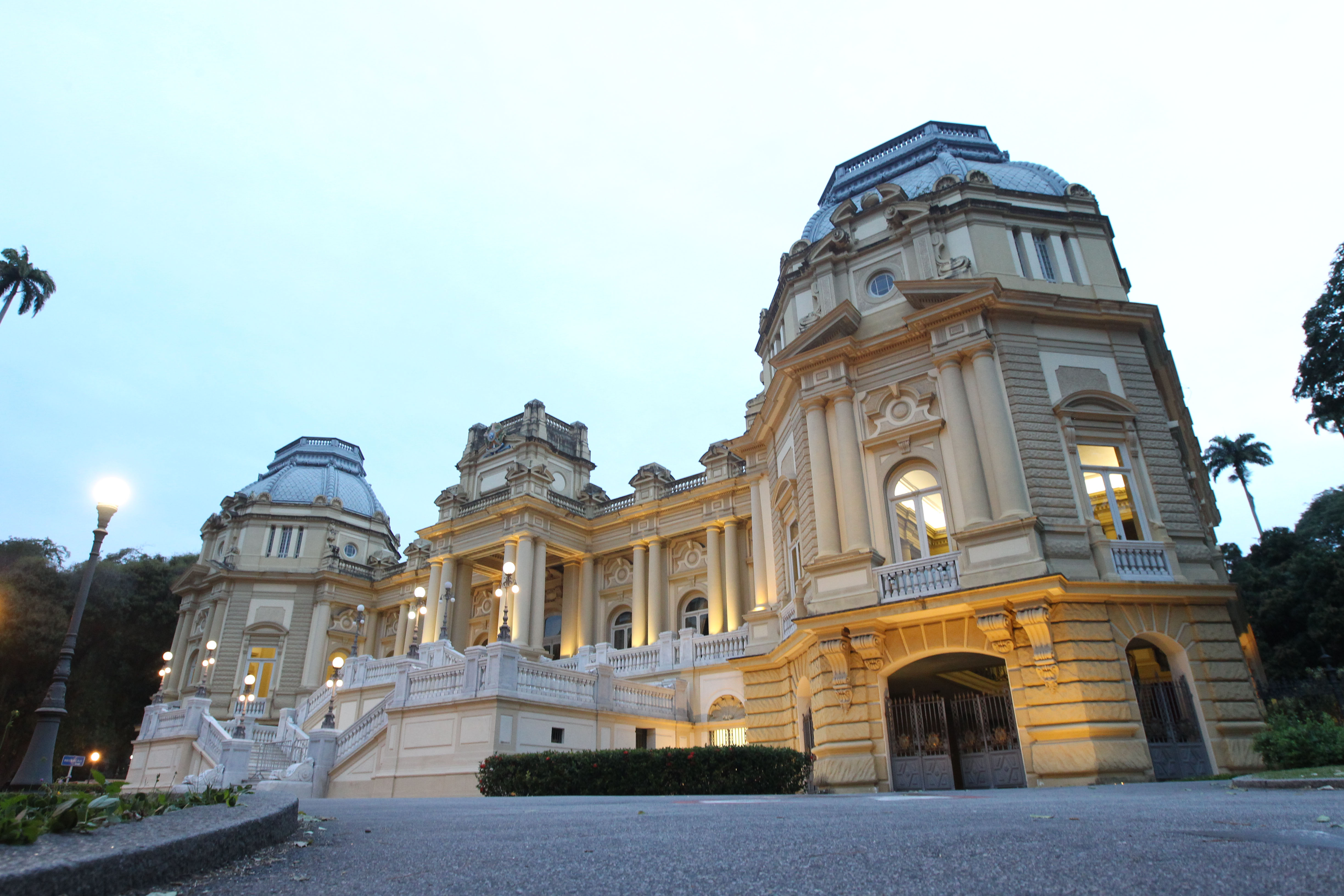
O Palácio Guanabara em 2017. Integralistas trocaram tiros com Vargas e sua filha Alzira no Palácio, onde Vargas dormia.

Na noite de 10 de maio, dois meses após a primeira tentativa de golpe, iniciou-se uma mobilização para tentar prender Getúlio Vargas e assumir o governo. A ação foi facilitada por contar com alguns infiltrados do governo, como "a Guarda do Palácio Guanabara, comandada pelo tenente integralista Júlio do Nascimento; o chefe da Guarda na Polícia Civil, a cargo do tenente Soter, e também vários oficiais de serviço na Marinha e no Exército".
A revolta estava marcada para o início da madrugada. No entanto, segundo depoimento posterior de Belmiro Valverde, “o golpe já foi um fracasso. Antes de iniciarmos a ação, já tínhamos certeza do seu fracasso. Muitas das pessoas que conspiraram falharam na embreagem. Oficiais comprometidos não compareceram aos seus postos de combate”. Com efeito, apenas o assalto ao Palácio Guanabara, a tomada do prédio do Ministério da Marinha e a prisão do general Canrobert Pereira da Costa tiveram sucesso.
O transporte previsto não se concretizou e os insurgentes dispunham apenas de dois camiões para transportar as suas tropas. No palácio, dos 150 que se ofereceram para participar da insurreição, apenas 30 estiveram presentes no confronto com a guarda e alguns parentes de Vargas nos jardins externos. Segundo Alzira Vargas, que esteve presente no palácio e participou dos acontecimentos, algumas autoridades policiais e militares hesitaram em socorrer os sitiados, levantando a suspeita de que estariam em conluio com os integralistas.
Os rebeldes também não conseguiram prender oficiais como Eurico Gaspar Dutra, Góis Monteiro, Francisco Campos, Cristovão Barcelos e outros. O general Dutra recebeu um pedido de ajuda do palácio e conseguiu deixar sua residência, onde deveria estar preso. Dutra liderou um pequeno contingente militar vindo do Forte Duque de Caxias e dispersou os insurgentes no palácio. A prisão do ministro da Justiça, Francisco Campos, não aconteceu porque o grupo rebelde que deveria detê-lo desistiu da ação. O organizador dos assaltos, Hermes Malta Lins de Albuquerque, encarregado de atacar a casa do general Góis Monteiro, falhou em sua missão porque Góis Monteiro comunicou-se com as autoridades policiais e militares, permanecendo dentro de seu apartamento até que reforços chegassem para libertá-lo. O General Canrobert Pereira da Costa, chefe do gabinete do Ministro da Guerra, foi forçado a entrar num carro e posteriormente abandonado numa estrada deserta juntamente com um preso, que conseguiu chegar mais tarde ao Ministério da Guerra.
A revolta foi rapidamente reprimida pelas autoridades, pois muitos dos que se ofereceram para ela não estavam presentes quando começou. O general Newton Cavalcanti renunciou na véspera da rebelião e depois parabenizou Vargas pelo fracasso do golpe. Como resultado, cerca de 1.500 integralistas e opositores de Vargas foram presos e Plínio Salgado, líder da Ação Integralista Brasileira, exilou-se em Portugal em 1939, de onde tentou reorganizar o movimento integralista. Após o ataque ser contido muitos dos revoltosos foram fuzilados e presos, dentre eles, podemos indicar os "mártires integralistas", Teófilo Jacoud, Dionisio P. da Silva, Arthur P. de Hollanda, Mario Salgueiro Viana, Cab. Juvencio Dias, Waldomiro Petrone, José Rodrigues e Luiz Candido.
O governo respondeu imediatamente com a edição do Decreto-Lei nº 428, em 16 de maio, que transformou os júris do Tribunal de Segurança Nacional, criado por Vargas em 1936, em ritos sumários com prazos e testemunhas reduzidos ao mínimo. Dois dias depois, Vargas editou o Decreto-Lei nº 431, que dispunha sobre os crimes contra o Estado e instituiu a pena de morte, esta última exigida pela imprensa desde o dia seguinte ao levante.

## Baixas entre os Fuzileiros Navais legalistas
Dados retirados do Livro Histórico do Corpo de Fuzileiros Navais, do Capitão-Tenente (R-Instrutor) Anthéro José Marques, com base na documentação oficial do CFN; publicado em 1942, com adenda de 1943.

### Mortos
- Cabo Argemiro José de Noronha, nº 1 207, 7ª Companhia, assalto ao Ministério da Marinha.
- Soldado Manoel Constantino dos Santos, nº 2 282, 8ª Companhia, defesa do Palácio Guanabara.
- Soldado Antonio Silva Filho, nº 3 309, 3ª Companhia, assalto ao Ministério da Marinha.
- Soldado Severino Mota de Souza, nº 2 455, 2º Pelotão, assalto ao Ministério da Marinha (falecido em 23 de maio no hospital).

### Feridos
- 1º Tenente Gabriel Napoleão Veloso, assalto ao Ministério da Marinha.
- 2º Tenente Washington Frazão Braga, assalto ao Ministério da Marinha.
- 3º Sargento Regional Fortunato Marques de Lima, nº 1.109, 1ª Companhia, defesa do Palácio Guanabara.
- Cabo Arnaud Guedes do Amorim, nº 3 224, Companhia Extranumerária, assalto ao Ministério da Marinha.
- Cabo Hélio Mendes do Amaral, nº 2 188, 8ª Companhia, assalto ao Ministério da Marinha.
- Cabo Otávio Severino de Souza, nº 2 819, 6ª Companhia, assalto ao Ministério da Marinha.
- Soldado Walter Monteiro da Mota, nº 4 389, 8ª Companhia, defesa do Palácio Guanabara.
- Soldado João Corrêa Chaves, nº 4 087, 8ª Companhia, defesa do Palácio Guanabara.
- Soldado Severino Mota de Souza, nº 2 455, 2º Pelotão, assalto ao Ministério da Marinha (ferido gravemente, faleceu em 23 de maio no hospital).
- Soldado Orlando de Freitas, nº 3 730, 6ª Companhia, assalto ao Ministério da Marinha.
- Soldado José Mangia Sobrinho, nº 2 667, Companhia de Administração, assalto ao Ministério da Marinha.
- Soldado Vicente Alves de Matos, nº 3 870, 7ª Companhia, assalto ao Ministério da Marinha.
- Soldado Arlindo José da Silva, nº 3 322, 1ª Companhia, assalto ao Ministério da Marinha.
- Soldado José Bernardo Rodrigues, nº 4 492, 3ª Companhia, assalto ao Ministério da Marinha.
- Soldado Raimundo Alves e Freitas, nº 2 981, 1ª Companhia, assalto ao Ministério da Marinha.

Os fuzileiros navais Manoel Constantino dos Santos, Argemiro José de Noronha, Antonio Silva Filho morreram nos combates do dia 11 de maio e foram promovidos postumamente ao posto imediatamente acima por decreto presidencial de 14 de maio; o mesmo sendo estendido a Severino Mota de Souza quando do seu falecimento em 23 de maio, em decorrência dos ferimentos sofridos no assalto à baioneta ao prédio do Ministério da Marinha. Os quatro fuzileiros navais foram enterrados no Mausoléu dos Mártires Integralistas no Cemitério São João Batista do Rio de Janeiro. A sepultura dos fuzileiros navais mortos no cumprimento do dever é um jazigo-monumento em mármore preto, com seu formato lembrando um navio. Ao lado do jazigo existe uma sentinela em tamanho natural com o uniforme de gala dos fuzileiros navais, usando o tradicional gorro de fita e com o fuzil em posição de apresentar-armas. O navio tem o duplo significado de expressar a característica naval da tropa anfíbia e lembrar o barqueiro Caronte, que  na mitologia grega, em troca de um óbolo, transporta os mortos, fazendo-os atravessar o Estige, rio que marca a passagem do mundo dos vivos para o Hades, o mundo dos mortos governado pelo deus Hades. Na frente do jazigo consta uma coroa de flores estilizada em bronze, com a inscrição Tudo pela Pátria, que é o lema da Marinha do Brasil. A coroa possui do lado direito folhas de louro, fazendo referência ao triunfo - à vitória. Do lado esquerdo, as folhas são de carvalho representando a força moral e física dos fuzileiros. Tais simbolismos foram incluídos para reforçar a narrativa do túmulo, de que os fuzileiros mortos venceram, irão para o paraíso, e pela sua força moral é que resistiram pelo bom combate, defendendo a pátria de traidores.